# Порода
Породата е група домашни животни с еднородна външност, поведение и други характеристики, които ги отличават от други животни от същия вид.
Потомството на родители от една и съща порода наследява тези еднообразни черти, доколкото „чистотата на породата“ е задължително изискване за всяка порода.
Животните от потомството, получено в резултат от кръстосването на животни от една порода с животни от друга порода, се наричат хибриди или мелези.

## Списъци с породи животни
- Списък на породи кучета
- Списък на породи котки
- Списък на породи коне